# Kontinent
Kontinent este o revistă liberală de orientare anticomunistă.

## Descriere
A fost întemeiată la Paris în anul 1974, de către scriitorul rus Vladimir Maximov, care i-a consacrat multă energie. A apărut inițial în germană și rusă, fiind tradusă ulterior și în engleză. Ediția norvegiană Kontinent Skandinavia a apărut între anii 1979 și 1981. Colegiul de redacție a fost compus din Raymond Aron, George Bailey, Saul Bellow, Józef Czapski, Robert Conquest, Milovan Djilas, Alexandr Galici, Jerzy Giedroyc, Gustaw Herling-Grudzinski, Eugène Ionesco, Iosif Brodskii, Arthur Koestler, Naum Korjavin, Mihajlo Mihajlov, Ludek Pachman, Alexandr Saharov, Alexander Schmemann, Zïnaida Șahovskoi, Wolf Siedler, Ignazio Silone, Strannik și Carl-Gustav Ströhm. Primul număr al revistei a conținut o discuție între academicianul Andrei Saharov și Alexandr Soljenițîn, privind „Scrisoarea lui Alexandr Soljenițîn către liderii sovietici”.

## Statutul curent
Actualmente, revista apare în Rusia, având versiuni în limbile engleză și rusă. Apare de asemenea on-line începând din anul 1999.